# Bataille de Camposanto
Guerre de Succession d'Autriche
Batailles
- Mollwitz (04-1741)
- Chotusitz (05-1742)
- Sahay (05-1742)
- Prague (06/12-1742)
- Dettingen (06-1743)
- Cap Sicié (02-1744)
- 19 mai 1744
- Menin (05/06-1744)
- Ypres (06-1744)
- Furnes (07-1744)
- Fribourg (11-1744)
- Tournai (04/06-1745)
- Pfaffenhofen (04-1745)
- Fontenoy (05-1745)
- Hohenfriedberg (06-1745)
- Melle (07-1745)
- Gand (07-1745)
- Bruges (07-1745)
- Audenarde (07-1745)
- Termonde (08-1745)
- Ostende (08-1745)
- Nieuport (08/09-1745)
- Ath (09/10-1745)
- Soor (09-1745)
- Hennersdorf (11-1745)
- Kesselsdorf (12-1745)
- Culloden (04-1746)
- Mons (06/07-1746)
- Bruxelles (01/02-1746)
- Namur (09-1746)
- Charleroi (07/08-1746)
- Lorient (09/10-1746)
- Rocourt (10-1746)
- Cap Finisterre (1er) (05-1747)
- Lauffeld (07-1747)
- Bergen-op-Zoom (07/09-1747)
- Cap Finisterre (2e) (10-1747)
- Saint-Louis-du-Sud (03-1748)
- 18 mars 1748
- Maastricht (04/05-1748)

Campagnes italiennes
- Combat de Saint-Tropez (06-1742)
- Camposanto (02-1743)
- Villafranca (04-1744)
- Casteldelfino (07-1744)
- Velletri (08-1744)
- Madonne de l'Olmo (09-1744)
- Bassignana (09-1745)
- Josseau (10-1745)
- Plaisance (06-1746)
- Tidone (08-1746)
- Rottofreddo (08-1746)
- Gênes (1er) (12-1746)
- Gênes (2e) (07-1747)
- Assietta (07-1747)

La bataille de Camposanto, du 8 février 1743, oppose pendant la guerre de Succession d'Autriche l'armée espagnole commandée par le général Jean Thierry du Mont, seigneur de Gages, et une armée austro-piémontaise, commandée par le feld-maréchal autrichien Otto Ferdinand von Traun.
Cette bataille a lieu dans le duché de Modène, près du village de Camposanto, situé à 15 km au nord-est de Modène, sur la rivière Panaro, affluent du Pô.

## Contexte
Au début de 1743, l'armée du général de Gages se trouve à Bologne, bloquée par l'armée du maréchal von Traun installée sur le Panaro.
Mais le roi d'Espagne incite du Mont à lancer une offensive. Le 3 février, l'armée espagnole franchit le Panaro et entre dans le duché de Modène.

## La bataille
Les deux armées se rencontrent près de Camposanto.
Les deux camps subissent des pertes importantes. Durant la nuit, von Traun décide de battre en retraite. Mais du Mont ne juge pas possible de le poursuivre, préférant se retirer jusqu'à Rimini.
Pour le moment, l'Italie du nord est à l'abri d'une offensive espagnole. Philippe V considère tout de même que du Mont a remporté la victoire et le fait comte de Camposanto.

## Sources
- (it) Cet article est partiellement ou en totalité issu de l’article de Wikipédia en italien intitulé « Battaglia di Camposanto » (voir la liste des auteurs).